# ماچئی کویافسکی
ماچئی کویافسکی (لهستانی: Maciej Kujawski؛ ۲۳ فوریه ۱۹۵۳ – ۲۵ مهٔ ۲۰۲۳) بازیگر اهل لهستان بود. وی دانش‌آموختهٔ آکادمی ملی هنرهای نمایشی الکساندر زلوروویچ در ورشو بود و پس از درگذشت یان کوچینیاک، صداپیشهٔ لهستانی شخصیت وینی پو شد.
از فیلم‌ها یا مجموعه‌های تلویزیونی که وی در آن‌ها نقش داشته‌است، می‌توان به اجاره‌نشین‌ها، دو روی سکه، در خیابان سپولنی، ۳۹ و نیم، طایفه، اولا بی‌ریخته، دوران افتخار، قانون حقیقی و گوش آقای رئیس اشاره نمود.